# 777
Раннє Середньовіччя. У Східній Римській імперії триває правління Лева IV Хозара. Карл Великий править Франкським королівством. Північ Італії належить Франкському королівству, Рим і Равенна під управлінням Папи Римського, герцогства на південь від Римської області незалежні, деякі області на півночі та на півдні належать Візантії. Піренейський півострів, окрім Королівства Астурія, займає Кордовський емірат. В Англії триває період гептархії. Центр Аварського каганату лежить у Паннонії. Існують слов'янські держави: Карантанія та Перше Болгарське царство.
Аббасидський халіфат займає великі території в Азії та Північній Африці. У Китаї править династія Тан. В Індії почалося піднесення імперії Пала. У Японії триває період Нара. Хазарський каганат підпорядкував собі кочові народи на великій степовій території між Азовським морем та Аралом. Територію на північ від Китаю займає Уйгурський каганат.
На території лісостепової України в VIII столітті виділяють пеньківську й корчацьку археологічні культури. У VIII столітті тривало швидке розселення слов'ян. У Північному Причорномор'ї співіснують різні кочові племена, зокрема булгари, хозари, алани, авари, тюрки, кримські готи.

## Події
- Тривають Саксонські війни. Карл Великий зібрав раду в Падерборні, на якій вожді саксів присягнули йому, чимало з них охрестилися. Однак Відукінд не прибув на раду, а втік до данів.
- Валі Сарагоси та Барселони попросили в Карла допомоги в боротьбі з Кордовським еміратом.
- Булгарський хан Телериг утік у Константинополь, вихрестився, одружився з візантійською принцесою і отримав титул патриція. Перше Болгарське царство очолив Кардам.
- Ібн Рустам став імамом ібадитів.